# Мегалополіс (фільм)
«Мегалополіс» (англ. Megalopolis) — американський епічний науково-фантастичний фільм 2024 року, зрежисований і написаний Френсісом Фордом Копполою, його перший фільм за майже 15 років. Коппола вперше задумав свій масштабний проєкт ще у 1977 році, але з різних причин розпочав його фактичну реалізацію тільки у середині 2010-х років.
У «Мегалополісі» залучений суттєвий акторський ансамбль, очолюваний Адамом Драйвером, Джанкарло Еспозіто та Наталі Еммануель. Прем'єра відбулась 16 травня 2024 року на 77-му Каннському кінофестивалі, де фільм викликав полярні відгуки преси. Вихід в український прокат відбувся 26 вересня того ж року.
«Мегалополіс» — епічна метафора Стародавнього Риму, час дії якої перенесений у сучасну Америку. Архітектор Цезар Катіліна, наділений можливістю зупиняти час, намагається перебудувати місто з нуля в утопічному, ідеалістичному стилі. Дії Цезаря зіштовхуються з опором корумпованого мера міста Франкліна Цицерона. Між ними опиняється кохана Цезаря та донька Франкліна, Джулія.

## Сюжет
У США існує місто Новий Рим, яким править група патриціанських родин. Патриції на показ живуть за суворим моральним кодексом, але насправді погрузли в гедонізмі за рахунок простих римлян.
Цезар Катіліна — молодий архітектор з родини патриціїв. Він здобуває Нобелівську премію за винайдення революційного будівельного матеріалу «мегалона», що вирізняється міцністю, довговічністю та золотим кольором. Крім того, Цезар таємно володіє здатністю зупиняти час, однак, не знаходить цьому практичного застосування. Попри світовий успіх, він почувається нещасним і вважає, що цивілізація прямує до краху. Його дружина зникала багато років тому, а окружний прокурор Франклін Цицерон звинуватив Цезаря. Хоча Цезар був виправданий, він переконаний, що дружина скоїла самогубство через його надмірне захоплення роботою. Коханка Цезаря, телеведуча Вау Платина, покинути його, оскільки той ніяк не забуде дружину.
Цезар і теперішній мер Цицерон презентують різні бачення майбутнього Нового Риму. Вони сперечаються і Цезар пропонує використати мегалон для будівництва утопічного «Мегалополіса». Цицерон на противагу стверджує, що більше користі принесуть казино. Під час презентації Цезар знайомиться з ерудованою донькою Цицерона Джулією, яка проте не ніяк не користується своїми багатими знаннями. Вона єдина, хто непідвладна здатності Цезаря зупиняти час. Спочатку Джулія скептично ставиться до планів побудови Мегалополіса, проте хоче стати коханкою Цезаря задля здобуття влади. Згодом Цезар дізнається, що Джулія теж уміє зупиняти час.
Вау виходить заміж за дядька Цезаря, Гамільтона Красса III, найбагатшу людину світу. Статки Красса прагне успадкувати його племінник Клодіо Пулчер, який легко схиляє дядька на свій бік. Помпезне весілля Красса з Вау веде поп-зірка Веста Світвотер, яка закликає римлян дотримуватися традицій і зберігати цнотливість до шлюбу. Але Пулчер оприлюднює відео, на якому Цезар займається сексом із Вестою. Цицерон засуджує Цезаря під час промови, що наслідує промову справжнього Цицерона проти Катіліни, та звинувачує його в зґвалтуванні неповнолітньої Вести. Джулія виправдовує Цезаря, виявивши, що Веста збрехала про свій вік: їй 23, а не 16.
Старий радянський супутник «Карфаген» падає на Землю, знищуючи більшу частину Нового Риму. Це стає нагодою для Цезаря здійснити свою мрію про Мегаполіс. Він будує нове місто на руїнах, фінансуючи проєкт зі статків своєї родини. На прес-конференції він виступає за сміливі мистецькі проекти, які показують людям, що можна збудувати кращий світ, аніж минулий. Однак пишність Мегаполіса контрастує з бідністю на навколишніх вулицях. Пулчер заохочує звичайних римлян вийти на протести проти будівництва Мегалополіса, щоб змусити Цезаря спрямувати гроші на нагальні потреби.
Вагітна Джулія намагається помирити Цезаря з Цицероном, показавши батькові будівельний майданчик Мегалополіса. Та Цицерон не поділяє утопічного бачення майбутнього Цезаря і просить його покинути Джулію. Знаючи, що Цезар не погодиться на це добровільно, Цицерон погрожує поновленням судової тяганини щодо його смерті його дружини.
Вау намагається змусити Цезаря покинути Джулію та одружитися з нею. Для цього вона залучає залучає Пулчера, аби заморозити рахунок Цезаря в банку Красса. Коли Красс дізнається про підступність своєї племінниці, у нього стається інсульт. Пулчер наймає вбивцю, щоб убити Цезаря, але його лікарі використовують мегалон для відновлення втраченої частини черепа.
Ворожнеча між Цезарем і Цицероном припиняється, коли натовп прихильників Пулчера намагається штурмувати Мегаполіс і міську ратушу. Пулчер і Вау знущаються з паралізованого нижче пояса Красса, але Красс зненацька вбиває Вау і ранить Пулчера за допомогою прихованого лука. Цезар виходить до бунтівників і виголошує промову, в якій викриває патриціїв як причину злиднів і закликає повірити в його бачення кращого майбутнього. Пулчер опиняється на вулиці, де його схоплює розгніваний натовп і підвішує донизу головою.
Красс заповідає Цезарю свої статки, щоб лишитися у пам'яті людей щедрим меценатом. Будівництво Мегалополіса завершується. Цицерон, тримаючи на руках маленьку доньку Джулії та Цезаря, Санні Гоуп, обіцяє сприяти подальшій розбудові міста. У новорічну ніч Джулія зупиняє час, щоб насолодитися миттю тріумфу. Але Санні Гоуп, як і батьки, теж непідвладна цій силі.

## В ролях
- Адам Драйвер — Цезар Катіліна, архітектор
- Джанкарло Еспозіто — Франклін Цицерон, мер Нового Риму
- Наталі Еммануель — Джулія Цицерон
- Обрі Плаза — Вау Платина
- Шая Лабаф — Клодіо Пулчер
- Джон Войт — Гамільтон Крассус III
- Лоренс Фішберн — Фанді Ромейн
- Талія Шайр — Констанс Крассус Катіліна
- Джейсон Шварцман — Джейсон Зандерз
- Кетрін Хантер — Тереза Цицерон
- Грейс Вандерваал — Веста Світвотер
- Хлоя Файнмен — Клодія Пулчер
- Джеймс Ремар — Чарльз Котоп
- Д. Б. Свіні — комісар Стенлі Харт
- Бальтазар Гетті — Арам Казанджан
- Дастін Гоффман — Наш Берман

## Створення

### Концепція: 1970-ті—1980-ті
Моя мрія в тому, щоб «Мегалополіс» став нев'янучою новорічною класикою, а його глядачі не обговорювали після свят свої нові дієти або присягання більше не палити, а поставили собі питання: «Чи є суспільство, в якому ми живемо, єдиним нам доступним?».
Френсіс Форд Коппола заявляв, що коріння фільму почало «рости в ньому» ще в дитинстві, після перегляду класичної наукової фантастики Вільяма Кемерона Мензіса «Прийдешнє» (1936). «Мегалополіс» розпочав свій довгий шлях до глядача у 1977 році, на завершальних етапах створення «Апокаліпсису сьогодні». Коппола планував зробити його «гігантською оперою, на яку би приходили люди протягом чотирьох вечорів — як вони й роблять на Байройтському фестивалі».
Режисер періодично повертався до ідеї фільму, збираючи цікавинки, як-то політичні комікси, для сценарної бази. Чорновий варіант сценарію на загальну тему «епічної історії Стародавнього Риму» Коппола переписував близько 300 разів, сподіваючись, що кожне втручання покращить текст. З точки зору масштабу майбутнього фільму Коппола орієнтувався на тетралогію Лоуренса Даррелла «Александрійський квартет».
На початку 1980-х років режисер прочитав книгу, яка дала йому фінальний імпульс до цілісності історії — «Дванадцять проти богів» Вільяма Боліто Райалла, яка оповідає, зокрема, життєпис політика Луція Сергія Катіліни та деталі його змови. За порадою професорки Мері Берд, Коппола перейменував Луція на Цезаря, оскільки юний Цезар був співучасником Катіліни та його ім'я відоміше аудиторії. Враховуючи те, що в історію ввійшла розповідь тільки того, хто в результаті змови вижив (Цицерона), Коппола вирішив рокірувати її опонентів місцями — Катіліна встав на сторону добра («візіонер»), а Цицерон — зла («реакціонер»).
Дія повинна була відбуватись у стилізованому Нью-Йорку — «центрі влади всього світу». Цицерон став мером міста Новий Рим, показаного у фільмі, а Катіліна — зодчим, дизайнером і науковцем з комбінованими рисами містобудівника Роберта Мозеса та архітекторів Френка Ллойда Райта, Раймонда Леві та інших. До розробки сценарію додався вплив нью-йоркських подій останніх 50 років: діло про вбивство, імовірно, Клаусом фон Бюловим своєї дружини, фінансовий скандал навколо компанії Bendix Corporation, поява в журналістському середовищі репортерки Марії Бартіромо та інші.

### Перенесення фільмування: 1990-ті—2000-і
Наприкінці 1980-х років Коппола вирішив знімати фільм на студії Cinecittà у Римі, де художник Дін Тавуларіс вже розпочав будівництво перших приміщень для розкадрування. Проєкт постійно відкладався через зайнятість Копполи на інших стрічках, які він мав створити першими для закриття боргів після фінансових провалів своїх фільмів «Від усього серця» та «Такер: Людина і його мрія». Першочерговим завданням для отримання фінансування «Мегалополісу» режисер вважав сформування «зіркового» акторського складу.
У 2001 році з готовим сценарієм Коппола організував студію в Парк-Слоуп (Бруклін), де провів акторський кастинг, читку сценарію та розпочав підготовку до знімального процесу. Серед тодішнього акторського складу були Ніколас Кейдж, Расселл Кроу, Роберт Де Ніро, Аль Пачино, Леонардо Ді Капріо, Пол Ньюман, Кевін Спейсі та багато інших. Франкліна Цицерона мав грати Джеймс Гандольфіні, який дав Копполі багато порад щодо сценарію, зрештою втілених у життя. Художник-графік Джим Стеранко розробив концепт-арт, оператором мав стати Рон Фріке, бюджет досягав 50-80 мільйонів доларів. Після терористичного акту 11 вересня, під час якого операторська команда як раз фільмувала матеріал, створення фільму вчергове було відкладене, зокрема й через те, що в сценарії містилась ключова сцена руйнування Нью-Йорку старим радянським супутником, який впав із орбіти.

### Підготовка до створення: 2019—2022
Розвиток Копполою власних виноробень та їхній успіх дав йому можливість самостійно фінансувати стрічку, не залежачи від кінокорпорацій. У 2019 році, після низки невеликих за масштабом і недорогих фільмів, режисер оголосив про остаточне створення «Мегалополісу». На остаточний варіант сценарію «Мегалополісу» вплинули книги Девіда Гребера, Ріан Айслер, Германа Гессе, Френсіса Фукуями та багатьох інших.

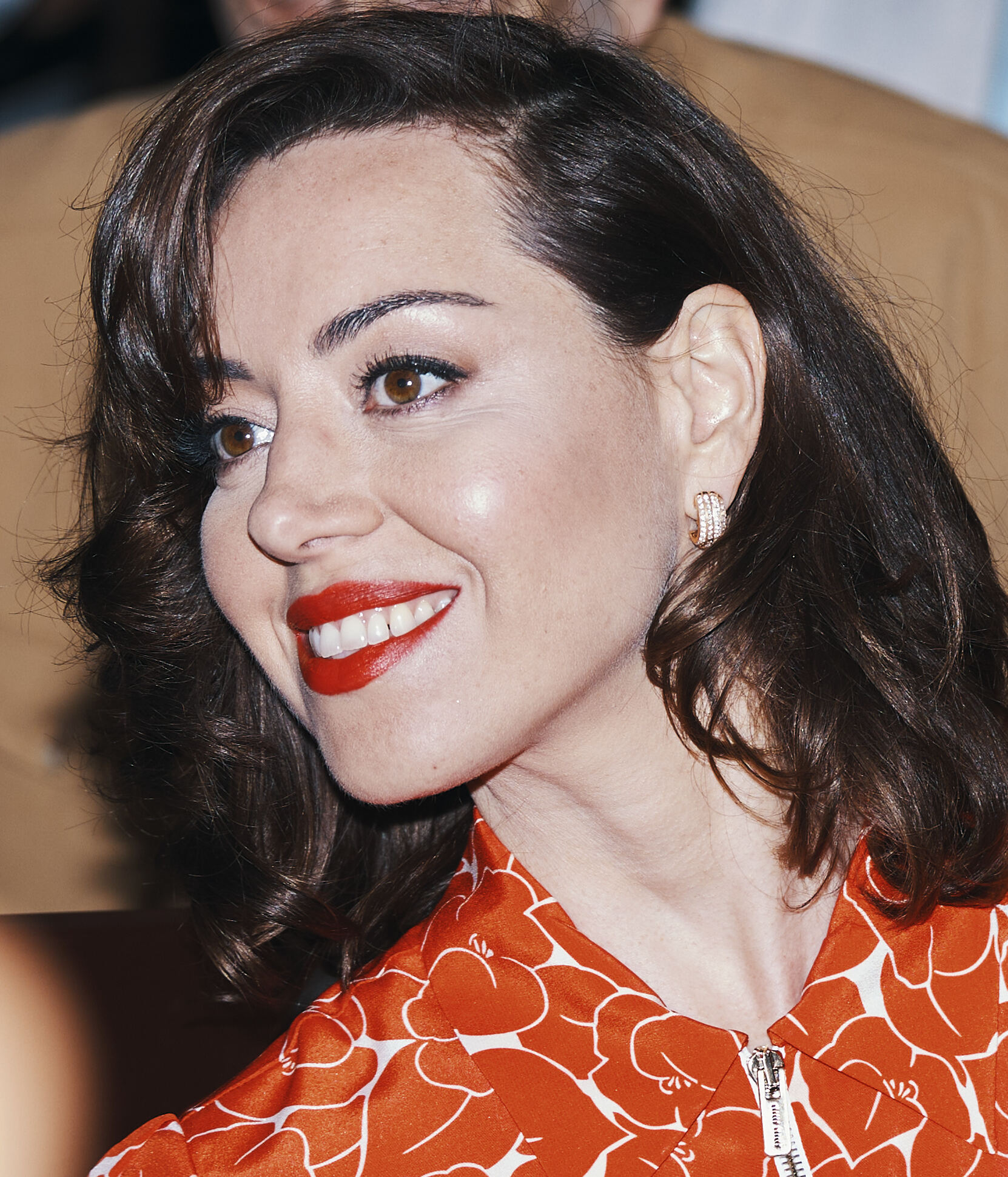
Обрі Плаза на каннській прем'єрі фільму, травень 2024 року

У 2021 році він продав свої виноробні в окрузі Сонома приблизно за 500 мільйонів доларів задля потрібної суми бюджету фільму (120 мільйонів доларів). У серпні того ж року Коппола розпочав процес формування акторського складу, що тривав протягом року. Для свого давнього друга Джеймса Каана він написав камео-роль, але він помер до початку фільмування, тому її зрештою зіграв Дастін Гоффман. На різні ролі розглядались Джуд Лоу, Кейт Бланшетт, Оскар Айзек, Джессіка Ленг, Мішель Пфайффер, Зендея та багато інших.
Образ телеведучої Вау Платини потребував комедійної та інтелектуальної обдарованості акторки, відсилаючи до примадон ексцентричних комедій 1930-х років — все це Коппола побачив у Обрі Плазі. Шая Лабаф, за словами режисера, свідомо вибудовував «неймовірну напругу» в стосунках з Копполою задля роботи над роллю. Цей підхід нагадав режисерові методи Денніса Гоппера.
Джанкарло Еспозіто, Джон Войт і Лоренс Фішберн, врешті затверджені на ролі в фільмі, читали сценарій ще в його версії 2001 року. Еспозіто казав:
|  | Тоді я подумав, що, як і всі сценарії, настільки просочені філософією, міфологією та історією, цей потребує додаткового прочитання. Тепер я озираюсь на епоху, на історичні події, і все розумію. Ця історія варта відтворення. |

Наталі Еммануель була затверджена на роль Джулії після імпровізаційних сесій із режисером, під час яких акторка багаторазово, але різними способами, відтворювала одну репліку з роману Еліс Вокер «Барва пурпурова». «Я був вражений її готовністю застрибнути до процесу та продемонструвати різні „кольори“, на які вона здатна» — казав Коппола. В ролі її коханого, головного героя, режисер одразу побачив Адама Драйвера. Актор спочатку відмовився від ролі, але почувши, що Коппола прагне підійти до персонажа з нових сторін, змінив рішення.

### Знімальний процес: 2022—2023
Знімальний процес проходив із листопада 2022 року до березня 2023 року на студії Trilith Studios у Фаєтвіллі та Атланті, штат Джорджія. Спеціально для періоду створення «Мегалополісу» Коппола придбав і реконструював зачинений мотель мережі Days Inn у Пічтрі-Сіті за 4 мільйони доларів, щоб розмістити в ньому всю велику творчу команду. У липні 2024 року повністю оновлений готель відкрили для клієнтів.
У січні 2023 року в пресі почали з'являтись повідомлення про те, що на майданчику відбувається абсолютний хаос, бюджет давно сягнув за межі 120 мільйонів доларів, а зі створення фільму звільнилась команда художників-постановників через «нестабільне робоче середовище». Раніше Коппола сам звільнив команду з візуальних ефектів, замінивши її, зокрема, членами своєї родини. Всі обвинувачення режисер і головний актор Адам Драйвер відкидали. На додаток до цього, Копполу також звинувачували в сексуальних домаганнях до акторок масових сцен.
Хаотичний процес створення фільму та подій після його прем'єри детально описаний у документальному фільмі Майка Фіггіса 2025 року «МегаДок», який фільмувався та монтувався півтора року.

## Сприйняття

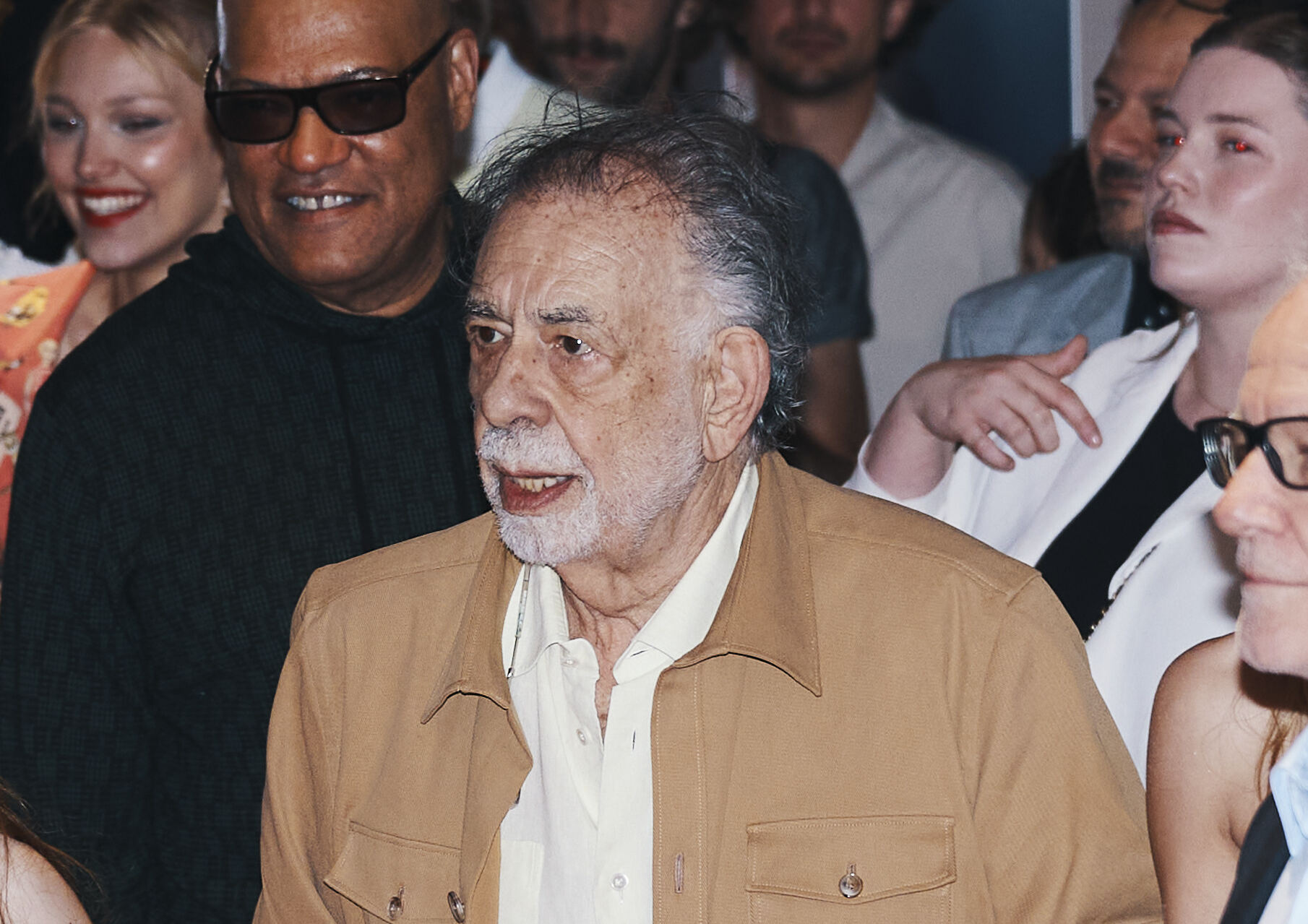
Френсіс Форд Коппола та Лоренс Фішберн (позаду) на прем'єрі в Каннах, травень 2024 року

Після завершення каннського показу публіка зустріла творців «Мегалополісу» 7-хвилинною стоячою овацією. Критики сприйняли фільм вкрай поляризовано, з'являлись заголовки на кшталт «„Мегалополіс“ — абсолютно божевільна робота» (Більге Ебірі, Vulture). В рецензіях фільм порівнювався з роботами Айн Ренд, а низкою критиків називався «шедевром» і «magnum opus» Копполи. За підсумковим вердиктом каннської преси «Мегалополіс» отримав середній бал 2,1 із 5 і не отримав на фестивалі жодних нагород.
Vogue Ukraine писав:
|  | Найважливіша метафора для розуміння фільму як феномену полягає у герої Адама Драйвера. Ймовірно, спрага Цезаря Каталіни втілити свій ідеальний і нескінченно далекий від реальності проєкт, який спотикається о його випадкових антагоністів та плутається у часових просторах, — це і є Коппола зі своєю скаженою ідеєю, яка рухала його ці роки. |

З протилежної сторони Девід Руні (The Hollywood Reporter) вважав, що «Мегалополіс» — «вітряний, переповнений доверху, незрідка незбагненний і занадто балакучий, цитуючий „Гамлета“ та „Бурю“, Марка Аврелія та Петрарку, пережовуючий теми часу, совісті та влади до того рівня, коли він вже стає сутужним».
Сам Коппола порівняв неоднозначне сприйняття «Мегалополісу» з аналогічними початковими відгуками про «Апокаліпсис сьогодні», що зрештою став класикою. Натепер рейтинг фільму на Metacritic — 55 %, на Rotten Tomatoes — 46 %.